# آسمیر بگوویچ
آسمیر بگوویچ (بوسنیایی: Asmir Begović؛ زاده ۲۰ ژوئن ۱۹۸۷) دروازه‌بان فوتبال اهل بوسنی و هرزگوین است. وی در باشگاه فوتبال کویینز پارک رنجرز در پست دروازه‌بان بازی می‌کند.

## رکورد گینس
در جریان بازی استوک سیتی در برابر ساوتهمپتون ، بگوویچ در ثانیه ۱۳ بازی از فاصله ۹۱.۹ متری ، دروازه ساوتهمپتون را باز کرد و این گل به عنوان "پر مسافت‌ترین گل زده" در کتاب رکوردهای گینس به ثبت رسید.

## زندگی حرفه‌ای
بگوویچ در تربینیه به دنیا آمد. او در جوانی با باشگاه فوتبال پورتسموث قرارداد بست. وی در ۳۰ مه ۲۰۱۷ به باشگاه فوتبال ای. اف. سی بورنموث پیوست.